# Скопас
 Тази статия е за древногръцкия скулптор.  За военачалника вижте Скопас (военачалник).  
Скопас (на гръцки: Σκόπας) е древногръцки скулптор и архитект, представител на късната класика.

## Биография
Роден е около 395 пр.н.е. на остров Парос, Гърция. Син на скулптор, той работил отначало в Пелопонес, после в Мала Азия. Една от първите му работи е строежът на храма на Атина Алеа в Тегея, описан от Павзаний. Скопас е работил на храма на Артемида в Ефес. Той прави някои от фризовете на мавзолея в Халикарнас. До нас е достигнал фрагмент от битката на гърците с амазонките, който прави заедно с Леохар, Бриаксис и Тимотей.
Подобно на Лизип, в своята работа Скопас е последовател на Поликлет Стари. Характерно за него е, че е първи от древногръцките майстори, който отдава значително предпочитание на мрамора, отказвайки се от любимия дотогава на творците бронз. Друга характерна черта на творбите му е, че се отличават с драматизъм. Скопас се отказва от спокойствието на образа, с което се отличава творчеството през 5 век пр.н.е, и умее да предаде тревогата и тъгата, докато ранната гръцка естетика изключва страданието.
Други творби на Скопас са „Главата на ранения воин“ и „Менада“ (или „Пияната вакханка“), както и една надгробна стела:с. 54
Творби на Скопас има изложени в Британския музей в Лондон и в Националния музей в Атина.